# فولتا سان خوان 2017
فولتا سان خوان 2017 (بالإسبانية: Vuelta a San Juan 2017)‏ هو سباق دراجات هوائية، وهو الموسم رقم 35 من نفس السباق، وأقيم خلال الفترة 23 يناير 2017، وحتى 29 يناير 2017، وامتدّ لمسافة 900 كيلومتر، وهو أحد سباقات طواف أمريكا للدراجات 2017.

## الفرق
| فرق عالمية (4)- Bahrain-Merida - Quick-Step Floors - Trek-Segafredo - UAE Abu Dhabi فرق قارية محترفة (6)- أندروني جوكاتولي-سيدرمك ‏ - Bardiani CSF - كاجا رورال-سيغوروس 2017 ‏ - نيبو-فيني فانتيني 2017 ‏ - UnitedHealthcare Pro Cycling (men's team) ‏ - ويلير تريستينا-سيل إيطاليا 2017 ‏ فرق قارية (10)- Agrupación Virgen de Fátima–San Juan Biker Motos ‏ - ترانسبورتيس بويرتاس دي كويو ‏ - Equipo Bolivia ‏ - Italomat–Dogo ‏ - Los Cascos Esco–AgroPlan ‏ - ميديلين ‏ - مونيسيباليداد دي بوسيتو 2017 ‏ - مونيسيباليداد دي روسون-سوموس تودوس 2017 ‏ - سينديكاتو دي إمبليدوس بوبليكوس دي سان خوان ‏ - Trevigiani Phonix–Hemus 1896 ‏ فرق وطنية (6)- فريق الأرجنتين لركوب الدراجات للرجال 2017‏ - فريق البرازيل لركوب الدراجات للرجال 2017‏ - فريق تشيلي لركوب الدراجات للرجال 2017‏ - فريق إيطاليا لركوب الدراجات للرجال 2017 ‏ - فريق المكسيك لركوب الدراجات للرجال 2017‏ - فريق الأوروغواي لركوب الدراجات للرجال 2017‏ |  |
| |  |

## المراحل
| المرحلة   | التاريخ  | الدورة                                                        | type                  | المسافة (كم) | الفائز بالمرحلة      | القائد العام         |
| --------- | -------- | ------------------------------------------------------------- | --------------------- | ------------ | -------------------- | -------------------- |
| المرحلة 1 | 23 يناير | سان خوان، الأرجنتين – سان خوان، الأرجنتين                     | مرحلة مستوية          | 142٫5        | فرناندو جافيريا      | فرناندو جافيريا      |
| المرحلة 2 | 24 يناير | سان خوان، الأرجنتين – سان خوان، الأرجنتين                     | مرحلة مستوية          | 128٫8        | توم بونن             | إيليا فيفياني        |
| المرحلة 3 | 25 يناير | سان خوان، الأرجنتين – سان خوان، الأرجنتين                     | مرحلة سباق الزمن فردي | 11٫9         | راموناس نافاردوساكاس | راموناس نافاردوساكاس |
| المرحلة 4 | 26 يناير | General San Martín, San Juan ‏ – General San Martín, San Juan ‏ | مرحلة التلال          | 160٫5        | فرناندو جافيريا      | راموناس نافاردوساكاس |
| المرحلة 5 | 27 يناير | Chimbas ‏ – Alto Colorado ‏                                     | مرحلة جبلية           | 162٫4        | روي كوستا            | باوك موليما          |
| المرحلة 6 | 28 يناير | Pocito Department ‏ – Pocito Department ‏                       | مرحلة التلال          | 185٫7        | ماكسيميليانو ريتشيزي | باوك موليما          |
| المرحلة 7 | 29 يناير | سان خوان، الأرجنتين – سان خوان، الأرجنتين                     | مرحلة مستوية          | 111          | ماكسيميليانو ريتشيزي | باوك موليما          |

## النتيجة

### مرحلة 1
أجريت في 23 يناير 2017، وامتدّت لمسافة 100 كيلومتر.
| التصنيف العام | التصنيف العام         | التصنيف العام | التصنيف العام                                | التصنيف العام |        |
| الدراج        | الدراج                | البلد         | الفريق                                       | الوقت         | السرعة |
| ------------- | --------------------- | ------------- | -------------------------------------------- | ------------- | ------ |
| 1.            | فرناندو جافيريا       | كولومبيا      | كويك ستب-فلورز                               | 3 س 07 د 34 ث |        |
| 2.            | إيليا فيفياني         | إيطاليا       | إيطاليا                                      | + 4 ث         |        |
| 3.            | Franco López ‏         | الأرجنتين     | Asociación Civil Agrupación Virgen de Fátima | + 4 ث         |        |
| 4.            | نيكولا ماريني         | إيطاليا       | Nippo-Vini Fantini                           | + 6 ث         |        |
| 5.            | Daniel Lucero ‏        | الأرجنتين     | Municipalidad de Rawson-Somos Todos          | + 8 ث         |        |
| 6.            | Leonardo Rodríguez    | الأرجنتين     | Asociación Civil Mardan                      | + 8 ث         |        |
| 7.            | روبين راموس           | الأرجنتين     | الأرجنتين                                    | + 9 ث         |        |
| 8.            | بيدرو غونزاليس (دراج) | الأرجنتين     | Municipalidad de Pocito                      | + 9 ث         |        |
| 9.            | ماتيو مالوسيلي        | إيطاليا       | Androni Giocattoli                           | + 10 ث        |        |
| 10.           | فينتشينزو نيبالي      | إيطاليا       | البحرين ميريدا                               | + 10 ث        |        |

### مرحلة 2
أجريت في 24 يناير 2017، وامتدّت لمسافة 100 كيلومتر.
| التصنيف العام | التصنيف العام       | التصنيف العام    | التصنيف العام                                | التصنيف العام |        |
| الدراج        | الدراج              | البلد            | الفريق                                       | الوقت         | السرعة |
| ------------- | ------------------- | ---------------- | -------------------------------------------- | ------------- | ------ |
| 1.            | إيليا فيفياني       | إيطاليا          | إيطاليا                                      | 6 س 08 د 12 ث |        |
| 2.            | فرناندو جافيريا     | كولومبيا         | كويك ستب-فلورز                               | + 1 ث         |        |
| 3.            | توم بونن            | بلجيكا           | كويك ستب-فلورز                               | + 2 ث         |        |
| 4.            | Franco López ‏       | الأرجنتين        | Asociación Civil Agrupación Virgen de Fátima | + 6 ث         |        |
| 5.            | ماتيو مالوسيلي      | إيطاليا          | Androni Giocattoli                           | + 8 ث         |        |
| 6.            | فينتشينزو نيبالي    | إيطاليا          | البحرين ميريدا                               | + 12 ث        |        |
| 7.            | جافين مانيون        | الولايات المتحدة | UnitedHealthcare                             | + 12 ث        |        |
| 8.            | Duilio Ramos ‏       | الأرجنتين        | Asociación Civil Mardan                      | + 12 ث        |        |
| 9.            | أوسكار سبييا ريبيرا | إسبانيا          | Medellín–Inder                               | + 12 ث        |        |
| 10.           | باوك موليما         | هولندا           | تريك سيغافريدو                               | + 12 ث        |        |

### مرحلة 3
أجريت في 25 يناير 2017، وامتدّت لمسافة 10 كيلومتر.
| التصنيف العام | التصنيف العام        | التصنيف العام | التصنيف العام                                | التصنيف العام |        |
| الدراج        | الدراج               | البلد         | الفريق                                       | الوقت         | السرعة |
| ------------- | -------------------- | ------------- | -------------------------------------------- | ------------- | ------ |
| 1.            | راموناس نافاردوساكاس | ليتوانيا      | البحرين ميريدا                               | 6 س 22 د 27 ث |        |
| 2.            | باوك موليما          | هولندا        | تريك سيغافريدو                               | + 3 ث         |        |
| 3.            | ماتياس براندل        | النمسا        | تريك سيغافريدو                               | + 7 ث         |        |
| 4.            | ريمي كافانيا         | فرنسا         | كويك ستب-فلورز                               | + 7 ث         |        |
| 5.            | Sebastián Trillini ‏  | الأرجنتين     | Italomat-Dogo                                | + 19 ث        |        |
| 6.            | أوسكار سبييا ريبيرا  | إسبانيا       | Medellín–Inder                               | + 19 ث        |        |
| 7.            | لوريانو روساس ‏       | الأرجنتين     | الأرجنتين                                    | + 21 ث        |        |
| 8.            | إيليا فيفياني        | إيطاليا       | إيطاليا                                      | + 23 ث        |        |
| 9.            | توم بونن             | بلجيكا        | كويك ستب-فلورز                               | + 29 ث        |        |
| 10.           | Ricardo Escuela ‏     | الأرجنتين     | Asociación Civil Agrupación Virgen de Fátima | + 32 ث        |        |

### مرحلة 4
أجريت في 26 يناير 2017، وامتدّت لمسافة 200 كيلومتر.
| التصنيف العام | التصنيف العام        | التصنيف العام | التصنيف العام                                | التصنيف العام |        |
| الدراج        | الدراج               | البلد         | الفريق                                       | الوقت         | السرعة |
| ------------- | -------------------- | ------------- | -------------------------------------------- | ------------- | ------ |
| 1.            | راموناس نافاردوساكاس | ليتوانيا      | البحرين ميريدا                               | 9 س 57 د 11 ث |        |
| 2.            | باوك موليما          | هولندا        | تريك سيغافريدو                               | + 3 ث         |        |
| 3.            | ماتياس براندل        | النمسا        | تريك سيغافريدو                               | + 7 ث         |        |
| 4.            | ريمي كافانيا         | فرنسا         | كويك ستب-فلورز                               | + 7 ث         |        |
| 5.            | إيليا فيفياني        | إيطاليا       | إيطاليا                                      | + 17 ث        |        |
| 6.            | Sebastián Trillini ‏  | الأرجنتين     | Italomat-Dogo                                | + 19 ث        |        |
| 7.            | أوسكار سبييا ريبيرا  | إسبانيا       | Medellín–Inder                               | + 19 ث        |        |
| 8.            | لوريانو روساس ‏       | الأرجنتين     | الأرجنتين                                    | + 21 ث        |        |
| 9.            | توم بونن             | بلجيكا        | كويك ستب-فلورز                               | + 29 ث        |        |
| 10.           | Ricardo Escuela ‏     | الأرجنتين     | Asociación Civil Agrupación Virgen de Fátima | + 32 ث        |        |

### مرحلة 5
أجريت في 27 يناير 2017، وامتدّت لمسافة 200 كيلومتر.
| التصنيف العام | التصنيف العام        | التصنيف العام | التصنيف العام                                | التصنيف العام  |        |
| الدراج        | الدراج               | البلد         | الفريق                                       | الوقت          | السرعة |
| ------------- | -------------------- | ------------- | -------------------------------------------- | -------------- | ------ |
| 1.            | باوك موليما          | هولندا        | تريك سيغافريدو                               | 14 س 12 د 30 ث |        |
| 2.            | أوسكار سبييا ريبيرا  | إسبانيا       | Medellín–Inder                               | + 14 ث         |        |
| 3.            | رودولفو توريس (دراج) | كولومبيا      | Androni Giocattoli                           | + 16 ث         |        |
| 4.            | Ricardo Escuela ‏     | الأرجنتين     | Asociación Civil Agrupación Virgen de Fátima | + 20 ث         |        |
| 5.            | روي كوستا            | البرتغال      | UAE Abu Dhabi                                | + 26 ث         |        |
| 6.            | لوريانو روساس ‏       | الأرجنتين     | الأرجنتين                                    | + 27 ث         |        |
| 7.            | راموناس نافاردوساكاس | ليتوانيا      | البحرين ميريدا                               | + 52 ث         |        |
| 8.            | فينتشينزو نيبالي     | إيطاليا       | البحرين ميريدا                               | + 1 د 17 ث     |        |
| 9.            | إيغان بيرنال         | كولومبيا      | Androni Giocattoli                           | + 1 د 29 ث     |        |
| 10.           | بيتر سيري            | بلجيكا        | كويك ستب-فلورز                               | + 1 د 31 ث     |        |

### مرحلة 6
أجريت في 28 يناير 2017، وامتدّت لمسافة 200 كيلومتر.
| التصنيف العام | التصنيف العام        | التصنيف العام | التصنيف العام                                | التصنيف العام  |        |
| الدراج        | الدراج               | البلد         | الفريق                                       | الوقت          | السرعة |
| ------------- | -------------------- | ------------- | -------------------------------------------- | -------------- | ------ |
| 1.            | باوك موليما          | هولندا        | تريك سيغافريدو                               | 18 س 02 د 09 ث |        |
| 2.            | أوسكار سبييا ريبيرا  | إسبانيا       | Medellín–Inder                               | + 14 ث         |        |
| 3.            | رودولفو توريس (دراج) | كولومبيا      | Androni Giocattoli                           | + 16 ث         |        |
| 4.            | Ricardo Escuela ‏     | الأرجنتين     | Asociación Civil Agrupación Virgen de Fátima | + 20 ث         |        |
| 5.            | روي كوستا            | البرتغال      | UAE Abu Dhabi                                | + 26 ث         |        |
| 6.            | لوريانو روساس ‏       | الأرجنتين     |                                              |                |        |
| 7.            | راموناس نافاردوساكاس | ليتوانيا      | البحرين ميريدا                               | + 52 ث         |        |
| 8.            | فينتشينزو نيبالي     | إيطاليا       | البحرين ميريدا                               | + 1 د 17 ث     |        |
| 9.            | إيغان بيرنال         | كولومبيا      | Androni Giocattoli                           | + 1 د 29 ث     |        |
| 10.           | بيتر سيري            | بلجيكا        | كويك ستب-فلورز                               | + 1 د 31 ث     |        |

### مرحلة 7
أجريت في 29 يناير 2017، وامتدّت لمسافة 100 كيلومتر.
| الدراج | الدراج | البلد | الفريق | الوقت | السرعة |  |

## التصنيف العام النهائي
| التصنيف العام | التصنيف العام        | التصنيف العام | التصنيف العام                                | التصنيف العام  |        |
| الدراج        | الدراج               | البلد         | الفريق                                       | الوقت          | السرعة |
| ------------- | -------------------- | ------------- | -------------------------------------------- | -------------- | ------ |
| 1.            | باوك موليما          | هولندا        | تريك سيغافريدو                               | 20 س 19 د 00 ث |        |
| 2.            | أوسكار سبييا ريبيرا  | إسبانيا       | Medellín–Inder                               | + 14 ث         |        |
| 3.            | رودولفو توريس (دراج) | كولومبيا      | Androni Giocattoli                           | + 16 ث         |        |
| 4.            | Ricardo Escuela ‏     | الأرجنتين     | Asociación Civil Agrupación Virgen de Fátima | + 20 ث         |        |
| 5.            | روي كوستا            | البرتغال      | UAE Abu Dhabi                                | + 26 ث         |        |
| 6.            | لوريانو روساس ‏       | الأرجنتين     | الأرجنتين                                    | + 27 ث         |        |
| 7.            | راموناس نافاردوساكاس | ليتوانيا      | البحرين ميريدا                               | + 49 ث         |        |
| 8.            | فينتشينزو نيبالي     | إيطاليا       | البحرين ميريدا                               | + 1 د 15 ث     |        |
| 9.            | إيغان بيرنال         | كولومبيا      | Androni Giocattoli                           | + 1 د 29 ث     |        |
| 10.           | بيتر سيري            | بلجيكا        | كويك ستب-فلورز                               | + 1 د 31 ث     |        |

## وصلات خارجية
- فولتا سان خوان 2017 على موقع إحصائيات الدراجات الإحترافية (الإنجليزية)